# Pachydactylus etultra
Pachydactylus etultra — вид геконоподібних ящірок родини геконових (Gekkonidae). Ендемік Намібії.

## Поширення і екологія
Pachydactylus etultra мешкають на заході намібійської області Гардап, де спостерігалися в горах Нубіб у заповіднику Наміб-Ренд, в каньйоні Сесрієм та в районі перевалу Тсаріс на захід від Мальтахьое. Вони живуть серед скель, на висоті від 800 до 1000 м над рівнем моря.